# Mike Daniels
Pour les articles homonymes, voir Daniels.
(en) Statistiques sur pro-football-reference
Michael Wayne Daniels Jr., né le 5 mai 1989 à Stratford au New Jersey, est un joueur américain de football américain. Il joue defensive tackle pour les Bengals de Cincinnati en National Football League (NFL).

## Biographie

### Carrière universitaire
Étudiant à l'Université de l'Iowa, il a joué pour l'équipe des Hawkeyes de 2008 à 2011.

### Carrière professionnelle
Il est sélectionné au quatrième tour par les Packers de Green Bay, au 132e rang, lors de la draft 2012 de la NFL. 
Devenu titulaire lors de la saison 2014, il s'impose comme un membre important de la ligne défensive des Packers. En décembre 2015, il prolonge de 4 ans son contrat avec les Packers pour un montant de 42 millions de dollars. Sa saison 2017 est marquée par une sélection au Pro Bowl, qu'il joue en remplacement de Aaron Donald des Rams de Los Angeles, blessé.
Il est libéré par les Packers le 24 juillet 2019, après sept saisons avec l'équipe. Il trouve rapidement preneur en signant avec les Lions de Détroit deux jours plus tard.
Il rejoint les Bengals de Cincinnati en août 2020.